# Philipp Holzmann

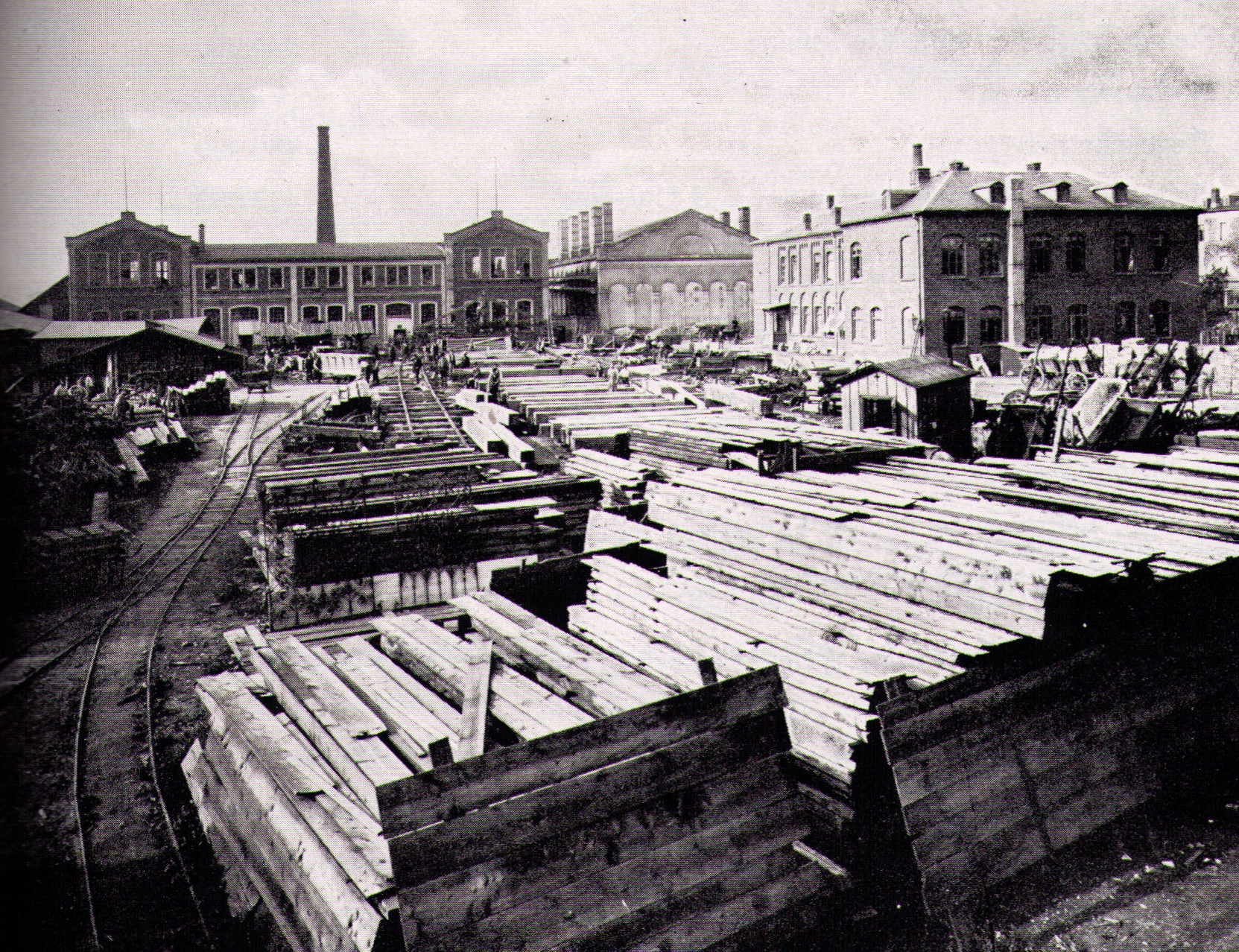
Sklad firmy Philipp Holzmann ve Frankfurtu nad Mohanem (1875)

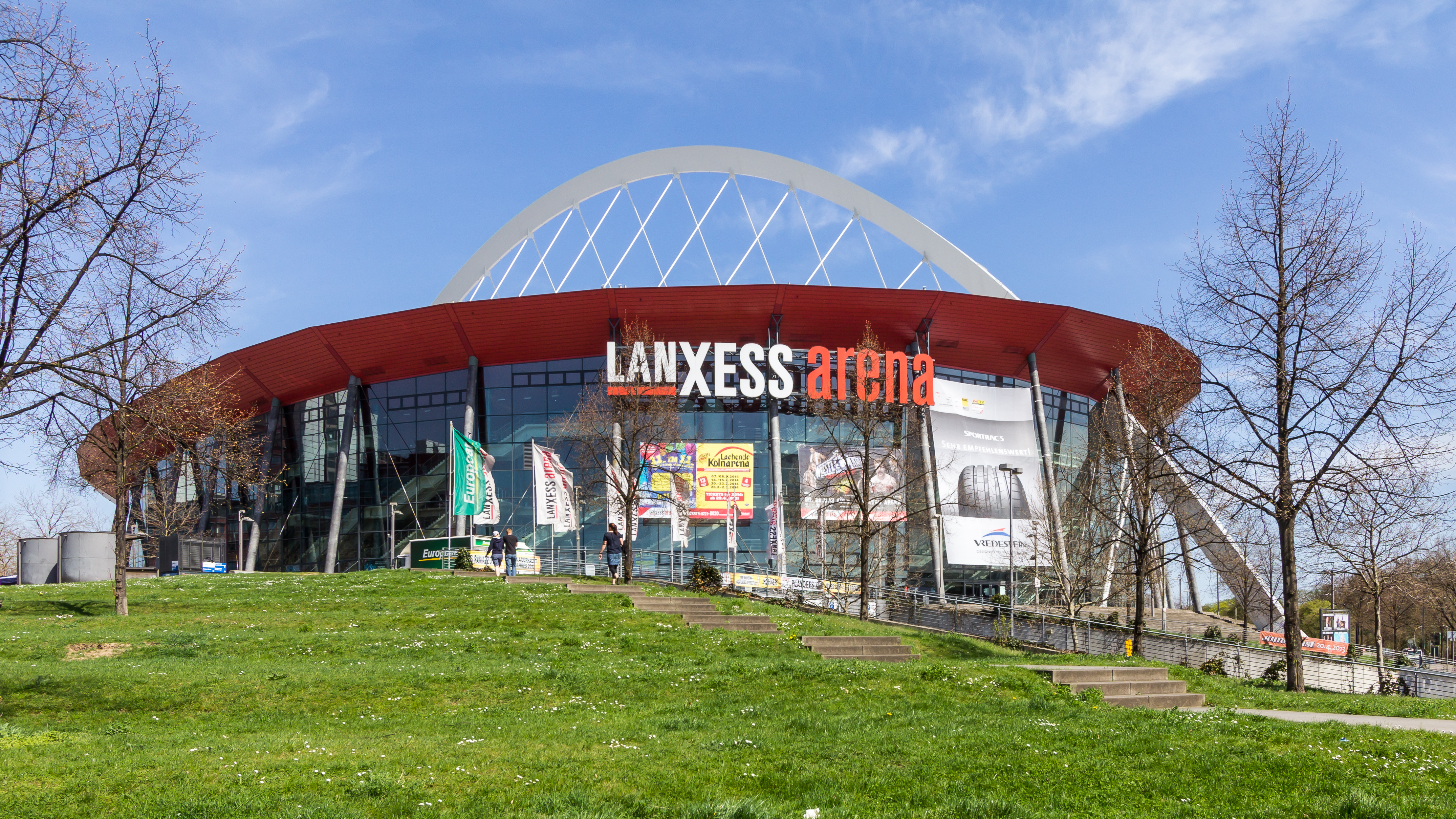
Kölnarena (Köln-Deutz)

Philipp Holzmann AG byla celosvětově působící německá stavební společnost se sídlem v Frankfurtu nad Mohanem.
Firmu s názvem Philipp Holzmann & Cie založil Johann Philipp Holzmann (1805–1870) ve Dreieichenhainu u Frankfurtu nad Mohanem v roce 1849. Původně se jeho společnost soustředila na výstavbu železnic v jižním Hesensku (Taunusbahn, Main-Neckar-Bahn), ve Spessartu (1852). Stavěla trať Hanau-Aschaffenburg (1855), Homburger Bahn (1859) a přístav v Oberlahnsteinu (1860).
Aktivity firmy se rychle rozšířily i do ostatních oblastí stavebnictví. Koncem 19. století nastala prudká expanze firmy. První velkou zakázkou byla stavba hlavního amsterdamského nádraží Amsterdam Centraal v roce 1882. Následovala stavba Alte Oper ve Frankfurtu, budovy justičního paláce v Mnichově, radnice v Hamburku a různé projekty železnic ve Východní Africe a Asii. Od roku 1906 působila i v Argentině, Brazílii, Chile, Kolumbii, Peru a Uruguayi.
30. října 1917 se Philipp Holzmann & Cie sloučila s Internationale Baugesellschaft a stala se akciovou společností s názvem Philipp Holzmann Aktiengesellschaft.
V roce 1938 zaměstnávala firma 20 800 pracovníků. Velká poptávka po stavebních pracích v době nacistické Třetí říše učinila ze společnosti Philipp Holzmann AG jednoho z největších německých dodavatelů. V období od roku 1933 do roku 1939 získal Holzmann řadu zakázek na stavbu průmyslových budov významných společností, jako například továrních hal Brandenburgische Motorenwerke, ale také se podílel na mnoha stavebních projektech nacistického režimu. Mezi tyto projekty patří Carinhall, reprezentativní sídlo maršála a předního nacisty Hermanna Göringa, nová budova Reichsbank a Nové říšské kancléřství v Berlíně, Kongresová hala v Norimberku a komplex KdF Prora na Rujáně. Firma se podílela i na budování dálniční sítě, získala 22 zakázek a vybudovala 300 km dálničního tělesa. Holzmann postavil i most Theißtal a ve spolupráci most Rheinbrücke Frankenthal přes Rýn nedaleko Frankenthalu. Philipp Holzmann AG stavěla i Siegfriedovu linii, 630 km dlouhé opevnění na západní hranici Německé říše. Od konce června 1938 do dubna 1939 vybudovala přibližně 100 kilometrů dlouhou část mezi městy Weil am Rhein a Nonnenweier. Spolu s 85 subdodavateli zde pracovalo 14 000 pracovníků a při výstavbě 621 budov bylo užito 440 000 m³ betonu a železobetonu. Tato zakázka měla hodnotu 30 milionů říšských marek.
Po roce 1939 byla jedním z hlavních zadavatelů firmy Organizace Todt. Holzmann měl ze všech stavebních firem největší podíl na budování Atlantického valu. Celková hodnota této zakázky byla 33,6 milionu Říšských marek (16 % celého objemu stavebních prací). V roce 1941 zaměstnával Holzmann přibližně 21 300 zaměstnanců, z nichž asi 9 000 bylo zahraničních civilních pracovníků a 1300 válečných zajatců. Holzmann byl také zapojen do výstavby Bunawerk IG Farben v koncentračním táboře Auschwitz Monowitz. Velikost zakázky není známa. Na důležitých válečných stavbách byli nasazováni váleční zajatci, nuceně nasazení dělníci a vězni koncentračních táborů. Ti byli za odpovídající odměnu zpravidla poskytováni organizací Todt, Wehrmachtem nebo SS.
Mezi významné stavby lze mimo jiné uvést:
- Adolf Hitler pověřil Alberta Speera okamžitě po vítězství nad Polskem v říjnu 1939 rozšířením rezidence v „Císařském paláci“ v Poznani. Zde měl mít vůdce až do roku 1944 místnosti pro svou soukromou i pracovní potřebu. Za čtyři roky bylo prostavěno 27 milionů Říšských marek. Vedoucí firmou byla Phillip Holzmann, stavěli převážně polští dělníci. Hitler se však nikdy v budově nezdržoval.[4]
- Jedním z největších podzemních bunkrů v Berlíně za druhé světové války byl systém pod náměstím Alexanderplatz. Byl postaven v letech 1941 až 1943 jako zakázka Deutsche Reichsbahn pro firmu Philipp Holzmann.
- Holzmann měl 50% podíl na projektu Riese Organizace Todt. Na stavbě se podílelo 12 000 až 16 000 pracovníků, většinou vězňů koncentračního tábora Gross-Rosen.

Po válce se firma podílela na obnově německých měst, například ve Frankfurtu znovu stavěla Goethův dům, radnici a Paulskirche, později budovala zdejší metro a novou část letiště.

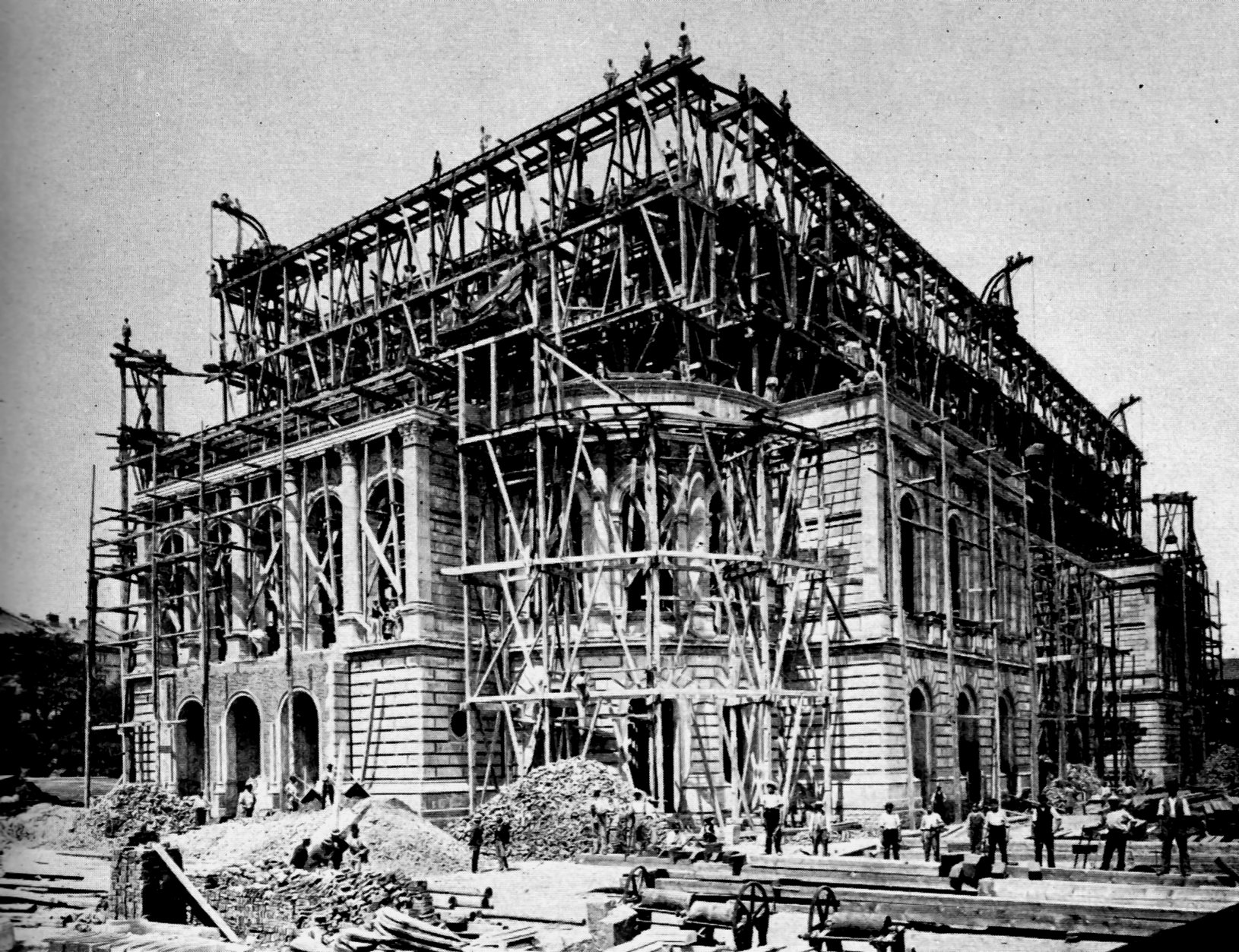
Stavba Alte Oper (1873–1878)

Philipp Holzmann zanikla pro nesolventnost v roce 2002. Na vrcholu své slávy v roce 1994 měla 43 000 zaměstnanců a s obratem 13,1 miliard DM byla největší německou stavební společností. I přes zánik firmy jsou její akcie i v roce 2017 kotovány na burze.

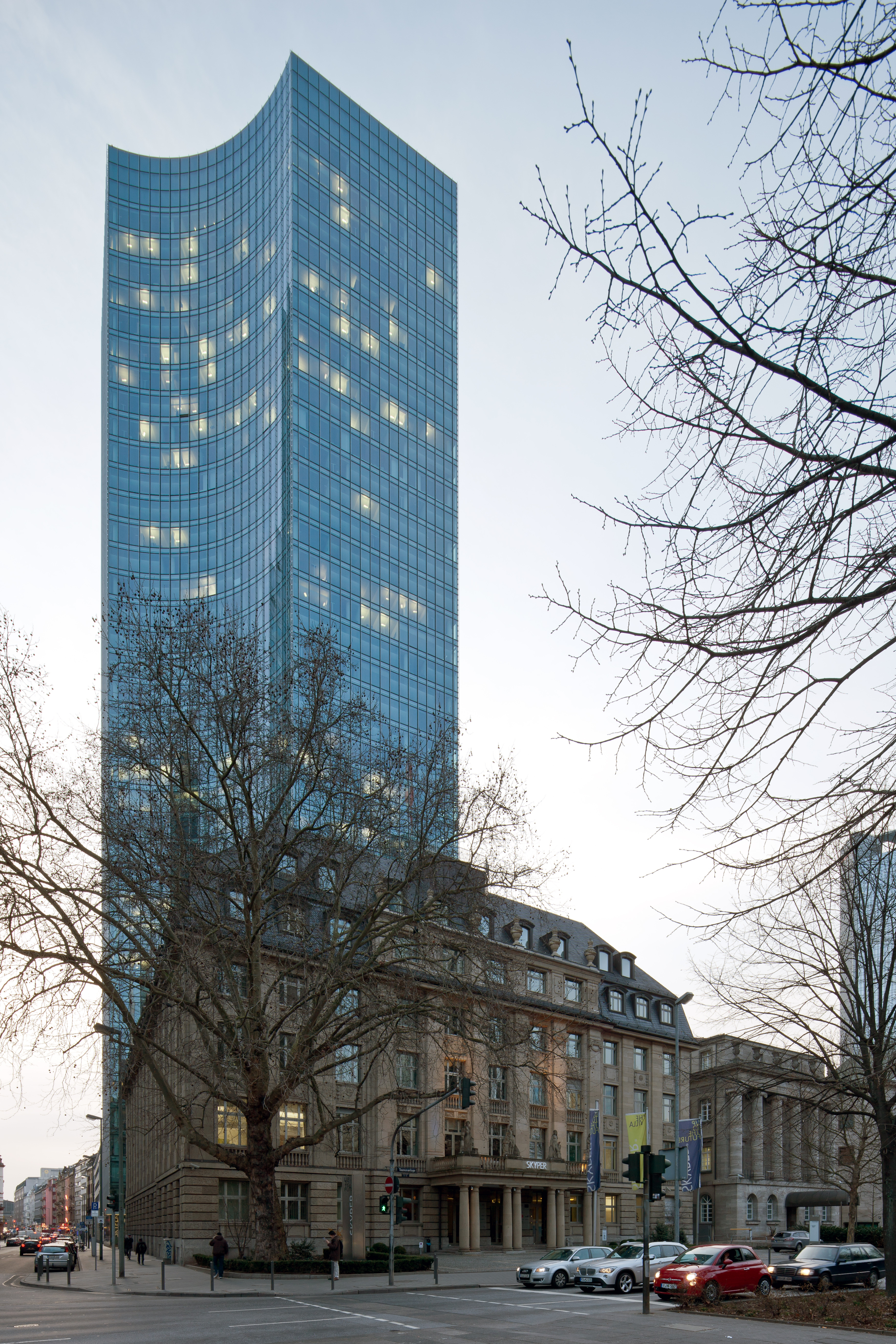
Vila a mrakodrap Skyper

Centrála firmy se nachází ve Frankfurtu na Taunusstraße, u paty mrakodrapu Skyper, s nímž je původní sídlo koncernu – památkově chráněná reprezentační vila z roku 1915 spojena atriem.
Hlavní pobočky byly kromě jiných měst v Berlíně, Düsseldorfu, Hamburku, Hannoveru, Stuttgartu a Mnichově.